# Устиниха (Смоленская область)
Устиниха — деревня в Новодугинском районе Смоленской области России. Входит в состав Днепровского сельского поселения. Население — 20 жителей (2007 год). 
Расположена в северо-восточной части области в 20 км к западу от Новодугина, в 18 км западнее автодороги Р134 «Старая Смоленская дорога» Смоленск — Дорогобуж — Вязьма — Зубцов, на берегу реки Грязива. В 22 км восточнее деревни расположена железнодорожная станция Новодугино на линии Вязьма — Ржев. 

## История
В годы Великой Отечественной войны деревня была оккупирована гитлеровскими войсками в октябре 1941 года, освобождена в марте 1943 года.